# Nikolaj Michajlovič Romanov
Nikolaj Michajlovič Romanov (Carskoe Selo, 26 aprile 1859 – Pietrogrado, 28 gennaio 1919) è stato il figlio maggiore del granduca Michail Nikolaevič di Russia e della moglie Cecilia di Baden, nonché primo cugino dello zar Alessandro III.
Studioso e storico eminente, diede importanti contributi allo studio della storia russa relativa al periodo del regno di Alessandro I. I suoi lavori, pubblicati in russo e francese includono i documenti diplomatici dello zar Alessandro I e Napoleone, la biografia dell'amico dello Zar, Paul Strogonov e alcuni studi biografici su Alessandro I e la moglie, l'imperatrice Elizaveta Alekseevna, nata Luisa Maria di Baden.
Di ideologie politiche liberali, egli virò verso quello che definì un "repubblicanesimo autoritario". Combatté instancabilmente per riformare il sistema, infatti le sue vedute progressiste lo resero un membro piuttosto insolito della sua famiglia; il riconoscimento dei contemporanei per le sue doti venne piuttosto dall'estero che dalla Russia. Fu un membro dell'Accademia Francese, presidente della Società Imperiale Russa di Storia, della Società di Pomologia e della Società geografica russa; ricevette inoltre una laurea honoris causa in storia e filosofia dall'Università di Berlino e una in storia da quella di Mosca.
Perse il favore imperiale durante l'ultima parte del regno di Nicola II visto che la zarina Alessandra Feodorovna lo disprezzava per le sue vedute liberali. Man mano che la situazione politica dell'impero russo peggiorava egli fece pressioni sullo Zar affinché concedesse delle riforme e partecipò addirittura alle discussioni per organizzare una rivoluzione di palazzo. Dopo la caduta della monarchia venne esiliato a Vologda; venne poi imprigionato dai bolscevichi a San Pietroburgo ed in seguito fucilato fuori dalla Fortezza di San Pietro e San Paolo assieme al fratello Georgij Michajlovič e ai cugini Dmitrij Konstantinovič e Pavel Aleksandrovič.

## Biografia

### Infanzia e giovinezza
Il granduca Nikolaj Michajlovič nacque il 26 aprile 1859 a Carskoe Selo, maggiore tra i sette figli del granduca Michail Nikolaevič Romanov e della moglie Olga Feodorovna, nata principessa Cecilia di Baden. Conosciuto in famiglia come Bimbo, aveva tre anni quando la famiglia, nel 1862, si trasferì a Tbilisi in occasione della nomina del padre a viceré del Caucaso; Nikolaj spese la sua infanzia e giovinezza in Georgia, dove la famiglia visse per venti anni. Ricevette un'educazione piuttosto spartana, con un padre piuttosto distante occupato in impegni militari e governativi ed una madre severa e dominante. Nikolaj era il figlio preferito della madre e i due ebbero infatti una stretta relazione come si può notare dalle lettere arrivate fino a noi, caratterizzate da toni edipici; Olga Feodorovna era una madre esigente, ma Nikolaj era desideroso di compiacerla. Crescendo nel Caucaso, i Michajlovič, il ramo giovane della dinastia Romanov, vennero cresciuti in un'atmosfera diversa da quella dei loro cugini della capitale dell'impero ed in seguito vennero ritenuti più progressisti e liberali degli altri famigliari.
I giovani granduchi vennero tutti educati da precettori privati e Nikolaj, studente dotato, fece tesoro dei loro insegnamenti; fin dalla giovinezza egli si interessò di arte, letteratura, architettura e materie scientifiche. In ogni caso, come tutti i membri maschi della sua famiglia, egli era destinato ad intraprendere la carriera militare: a Tbilisi comandò un battaglione degli arcieri caucasici nel 1877 e combatté assieme a loro nella guerra turco russa del 1877-1878. Questa fu per lui un'esperienza traumatica che lo trasformò in un convinto pacifista per il resto della sua vita. Quando suo padre venne nominato presidente del Consiglio dell'Impero nel 1882, l'intera famiglia ritornò a San Pietroburgo e Nikolaj venne assegnato al reggimento delle guardie a cavallo di Maria Feodorovna. Tra le altre guardie divenne conosciuto come Philippe Égalité perché, tra le altre cose, usava rivolgersi ai commilitoni come «amici miei».
Nel 1879, all'età di vent'anni, visitò la corte dello zio materno, il granduca Federico I di Baden, e si innamorò della cugina Vittoria. «È affascinante e piace immediatamente», scrisse di lei, aggiungendo: «Ti bacia e ti fa dire migliaia di cose». La Chiesa ortodossa russa, che proibiva i matrimoni tra primi cugini, non avrebbe permesso nessun pensiero di matrimonio; ciononostante Nikolaj chiese allo zio Alessandro II di Russia di acconsentire al matrimonio, minacciando che se non gli fosse stato permesso di sposare Vittoria di Baden egli non si sarebbe mai sposato. Vittoria divenne invece regina di Svezia, mentre Nikolaj tentò una seconda volta di trovare una moglie di sangue reale negli anni 1880. Egli era interessato alla principessa Amelia d'Orléans, figlia maggiore di Filippo, conte di Parigi; Nikolaj la descrisse come «bella e di alta statura, begli occhi, non proprio graziosa ma in complesso una bella persona». Egli chiese il permesso ai suoi parenti per sposare Amelia, ma non solo i Romanov guardavano dall'alto in basso gli Orléans, ma oltretutto lei era cattolica e la sua famiglia preferiva che non si convertisse. Nikolaj Michajlovič non arrivò mai più così vicino ad un matrimonio, ma in compenso ebbe numerose relazioni clandestine; la famiglia imperiale riteneva che avesse numerosi figli illegittimi. In una lettera del 1910 il Granduca menzionò di essersi innamorato nuovamente: «immaginati, innamorato a cinquantuno anni»; il suo grande amore fu la principessa Nelly Bariatinskaja.

### Studioso imperiale
Il granduca Nikolaj Michajlovič non ebbe un vero talento militare o un'inclinazione verso la vita dell'esercito. Amava invece l'educazione e pregava il padre di permettergli di frequentare l'università, ma quest'ultimo si opponeva fermamente. Per compiacerlo, Nikolaj entrò nell'Accademia dello Staff dei Generali (Collège de la Guerre) dove eccelse negli studi; la vita militare non faceva per lui visto che preferiva di gran lunga studiare le farfalle e fare ricerche storiche. Entrando nell'esercito, come fecero tutti i Romanov, Nikolaj arrivò a diventare ostile verso l'istituzione ed infatti fu l'unico membro della famiglia a lasciare ufficialmente il servizio militare.
Fin dalla sua gioventù nel Caucaso, Nikolaj sviluppò un interesse per la botanica. Riuscì inoltre a raccogliere una riguardevole collezione di farfalle rare, che in seguito donò all'Accademia delle Scienze, ed allo stesso tempo pubblicò un libro, composto di dieci volumi, intitolato Discussions on the Lepidopterae (Discussioni sui Lepidopterae). Anche altri interessi scientifici naturali attrassero la sua attenzione, tra cui la pomologia; venne nominato infatti presidente della Società Russa di Pomologia e selezionò una varietà di mandarino senza semi. Durante la Prima Guerra Mondiale il Granduca pubblicò un libro sulla caccia in cui dimostrò i suoi interessi scientifici sulle oche e le anatre.
Presto iniziò ad interessarsi maggiormente alla ricerca storica; il primo libro I Principi Dolgorukij, Collaboratori dell'Imperatore Alessandro I, apparve nel 1890. Molti altri libri seguirono, compresi cinque volumi di ritratti russi del XVIII e XIX secolo; questi consistevano in ritratti di personaggi dei regni di Caterina la Grande, Paolo I e Alessandro I. Questo lavoro monumentale di raccolta di fotografie provenienti da palazzi, musei e gallerie è un'importante fonte di informazioni visto che molti degli originali sono andati distrutti dalla guerra o dalla rivoluzione.
Nel 1905 Nikolaj lasciò il servizio militare e si dedicò a tempo pieno ai suoi interessi di ricerca; Nicola II gli concesse volentieri accesso illimitato agli archivi ed alla libreria della famiglia Romanov. Il Granduca pubblicò quindi ben presto delle opere composte di molti volumi (più di quindici in totale), sia in russo che in francese, sul regno dello zar Alessandro I; questo importante lavoro gli portò riconoscimenti da tutta Europa. Investigò perfino sulla questione se Alessandro I fu veramente il misterioso  staryetz Feodor Kuzimič; non parlò mai delle sue convinzioni personali, ma coloro che gli erano vicini riportarono che egli lo riteneva «plausibile», ma non molto probabile.
Mentre gli studi del granduca Nikolaj furono molto ammirati dagli storici professionisti e dagli esponenti della letteratura francese, egli non incontrò lo stesso favore tra i grandi storici russi del suo tempo, come ad esempio Vasilij Klyuchevsky. In seguito persino gli scienziati sovietici valutarono positivamente il suo lavoro: è l'unico dei tre membri non regnanti della famiglia imperiale ad avere una voce sulla grande Enciclopedia Sovietica. I suoi interessi storici non erano mai lontani dal suo pensiero, indipendentemente da quello che stava facendo; le sue lettere, specialmente quelle allo storico francese Frédéric Masson sono principalmente dei resoconti dei suoi sforzi, che non avevano mai fine. Durante la prima guerra mondiale completò uno studio in sette volumi sulle Relazioni Diplomatiche 1808-1812 così come la seconda edizione russa di Alessandro I, in due volumi, nel 1915. Aveva un'energia quasi infantile da dedicare alle sue ricerche e nuove scoperte ed il suo entusiasmo non conosceva confini. Visto che la sua educazione non fu tra le più convenzionali, i suoi primi lavori nel campo della storia avevano carattere dilettantesco, ma migliorò considerevolmente con il tempo. Quando la Società Storica Imperiale lo chiamò per scrivere numerosi articoli per il loro dizionario bibliografico, egli si appassionò alla scrittura.
L'appartenere alla famiglia regnante gli diede accesso a materiale d'archivio che era invece precluso al pubblico ed aveva anche il privilegio di poter portare con sé questi documenti a casa, sua dove poteva studiarli nel comfort del suo studio. Riuscì inoltre a crearsi una grande biblioteca, sia nel suo palazzo di San Pietroburgo che nella sua tenuta rurale, Borjomi, dove amava lavorare indisturbato. La sua grande ricchezza d'altronde gli permetteva di avere un grande numero di assistenti ricercatori, un lusso che raramente era disponibile per gli altri storici; il suo aiutante più valevole fu Constantin Brummer, suo aiutante di campo fin dai primi anni della sua carriera militare e suo leale amico fino alla morte.
Nel 1892, quando la presidenza della Società Geografica si rese vacante, Nikolaj Michajlovič occupò il posto, anche se non aveva mai pubblicato nessun lavoro di questo ambito disciplinare. Nel 1909, quando ormai era divenuto uno storico rinomato, divenne presidente della Società Storica. Prese l'incarico molto seriamente e il suo coinvolgimento fu molto intenso anche durante gli anni della guerra; nel 1916 era infatti occupato con l'organizzazione del giubileo dell'associazione e stava inoltre programmando le celebrazioni per il centenario della nascita dello zar Alessandro II, che sarebbe avvenuto nell'aprile del 1918. Nel maggio 1914 il granduca Nikolaj aveva creato una commissione di archivistica per coordinare e dare assistenza ai vari archivi storici locali, ma la Prima Guerra Mondiale pose fine ai suoi progetti e la riorganizzazione del sistema dovette attendere gli sforzi sovietici.
Il Granduca riuscì ad accumulare un'importante collezione di manufatti storici, in principal modo dipinti e miniature di personaggi importanti. Collezionò inoltre oggetti d'arte francesi e si interessò in particolar modo ai lavori di Jacques-Louis David. Acquistò, tra le altre cose, un ritratto di Napoleone ad opera di David, che conservò fin dopo la rivoluzione; inizialmente lo nascose nei muri delle fondamenta del suo palazzo e dopo lo trafugò fuori dalla Russia attraverso la Finlandia fino in Occidente. Nikolaj Michajlovič organizzò anche delle mostre artistiche, come ad esempio quella del 1905 tenutasi nel famoso palazzo di Tauride, con pezzi mai esposti prima.

### Granduca di Russia

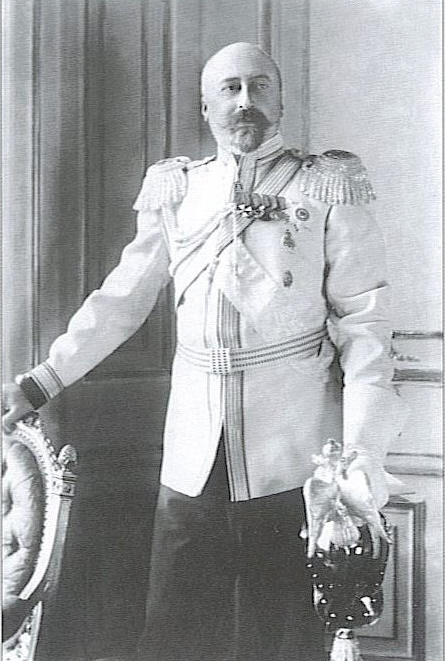
Il granduca Nikolaj Michajlovič in una fotografia del 1917 circa

Il granduca Nikolaj Michajlovič di Russia era alto 190,50 cm, aveva una corporatura robusta, con occhi scuri ed una corta, scura barba triangolare e divenne calvo in giovane età. Amava i bambini e, benché non si fosse mai sposato, secondo sua nipote, la principessa Nina Georgievna, egli fu padre di numerosi bambini illegittimi. Lunatico ed eccentrico, aveva una natura cinica; aveva uno spirito arguto ed uno spiccato, talvolta infantile, senso dell'umore. I suoi scherzi e le sue barzellette lo resero caro alla sua famiglia. Lui considerava sé stesso come un socialista con vedute politiche liberali. Il suo comportamento, assieme alla sua testarda insistenza nel voler sempre dire ciò che pensava, infastidivano la famiglia imperiale, ed erano solo il suo fascino ed il suo umorismo ad alleviare la loro rabbia verso le sue convinzioni. Questa fama di «liberale» era anche supportata dalla sua natura aperta e semplice: il Granduca considerava sempre gli uomini del suo reggimento come suoi pari e si rivolgeva a loro chiamandoli «amici miei». Lui non si sentiva a suo agio nel sistema classista e specialmente con l'idea di considerarsi «sopra» gli altri uomini, e per questo i suoi soldati lo amavano profondamente e lo lodavano fortemente. Egli ebbe rapporti con intellettuali appartenenti a tutto lo spettro politico e con essi intratteneva lunghe ed edificanti discussioni e corrispondenze.
La sua passione per la storia russa e le farfalle, la sua studiosità, assieme al suo amore e rispetto per la Francia ed il suo sistema politico, fecero di Nikolaj Michajlovič un Romanov piuttosto atipico. Il suo liberalismo non gli impedì comunque di scrivere a Lev Nikolaevič Tolstoj per protestare contro un opuscolo che lo scrittore stava distribuendo, contenente quella che il Granduca considerava una critica falsa ed inaccurata di suo nonno, lo zar Nicola I. Da molti considerato un eccentrico, egli venne comunque apprezzato da molti membri della sua famiglia, inclusa l'imperatrice Maria Feodorovna, che teneva in alta considerazione le sue opinioni. Nikolaj viaggiò molto: visitò spesso Parigi ed il Sud della Francia dove incontrava i fratelli Michail ed Anastasija; egli amava inoltre il gioco d'azzardo e perdere grandi somme al casinò di Monte Carlo. Nikolaj era anche famoso per la sua indiscrezione, infatti rivelava troppe informazioni circa la politica in Russia ai suoi amici durante le conversazioni o ai ricevimenti, cosa che gli creò spesso dei problemi. Ardente francofilo, durante una visita a Parigi offese la Germania quando espresse le sue idee politiche anti-germaniche, causando così una protesta diplomatica; al suo ritorno in Russia, Alessandro III lo esiliò per alcuni mesi a Borjomi, la tenuta di campagna della sua famiglia.

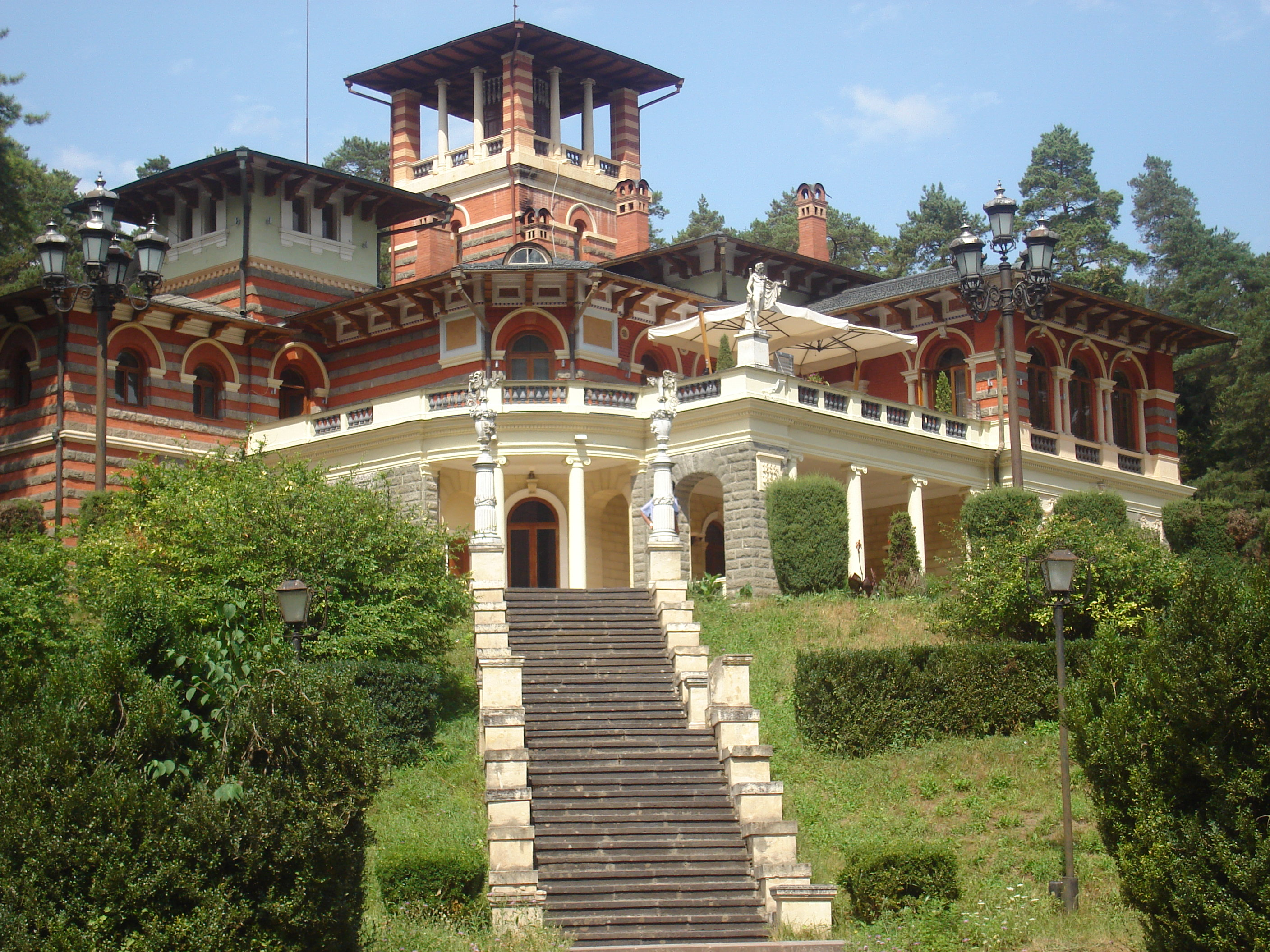
Il palazzo dei Romanov a Likhani, commissionato dal granduca Nikolaj Michajlovič negli anni 1890; ora è utilizzato come residenza estiva del presidente della Georgia

Sempre schietto circa le sue idee, pregò Nicola II di non partecipare al ballo per l'incoronazione presso l'ambasciata francese a Mosca a causa della tragedia di Chodynka, avvisandolo che se vi fosse andato avrebbe ricordato al popolo quelle bizzarrie che avevano reso impopolare anche Maria Antonietta. Dato che lo Zar vi andò comunque, Nikolaj Michajlovič vi si recò con i suoi fratelli solo per andarsene poco dopo in segno di protesta. La sua natura poteva in un attimo diventare caustica: la famiglia imperiale diceva sempre che aveva una lingua critica e meschina. Egli odiò intensamente la granduchessa Maria Pavlovna e la sua famiglia, i Vladimirovič. Fu molto critico nei confronti della maggior parte dei suoi cugini maschi, in particolar modo del granduca Nikolaj Nikolaevič, ed ebbe una forte influenza sulle divisioni che nascevano nella famiglia Romanov.
Alla morte di suo padre nel 1909, Nikolaj Michajlovič divenne il capo del ramo Michajlovič della famiglia Romanov ed ereditò una grande ricchezza: ricevette tutti i terreni e le case del padre:
- Borjomi, la sua grande tenuta in Georgia dove amava vivere e lavorare;
- Michajlovskoe, fuori da San Pietroburgo;
- l'enorme palazzo Michajlovskij sulla Neva a San Pietroburgo, che divenne la sua residenza principale; esso era talmente vasto che suo fratello Sergej, che viveva con lui, per spostarsi da un capo all'altro usava la bicicletta;
- Grushevka, nell'Ucraina meridionale.

Il Granduca, nelle sue due case della capitale e nei dintorni, impiegava più di quattrocento servitori.
Il granduca Nikolaj inizialmente era in buoni rapporti con l'imperatore Nicola II, sia quando era ancora zarevic ed in seguito quando divenne zar. Le sue idee liberali però lo misero in contrasto con l'imperatrice Alessandra Feodorovna, la quale lo considerava un nemico personale. Di tendenze pessimistiche, Nikolaj era sempre più preoccupato per la situazione politica russa, particolarmente dopo la sconfitta subita nella guerra russo giapponese del 1905 e i conseguenti disordini. Il 1º ottobre 1905 egli scrisse a Tolstoj, con il quale intratteneva una corrispondenza amichevole: «Soffro tanto più del mio silenzio perché ogni difetto del governo mi è così evidentemente chiaro e non vedo rimedio eccetto un cambiamento radicale da qualunque cosa esista ora. Ma il mio vecchio padre è ancora vivo e, per rispetto a lui, devo essere cauto e non offenderlo con le mie opinioni o il mio comportamento».

### Prima guerra mondiale e rivoluzione bolscevica
Allo scoppio della prima guerra mondiale, Nikolaj Michajlovič si unì allo sforzo bellico con il titolo formale di aiutante di campo generale, una posizione meramente onorifica. Egli non era più stato in servizio attivo da un decennio; in ogni caso venne inviato sul fronte sudoccidentale a fronteggiare le armate dell'impero austro-ungarico. Nell'agosto del 1914 si trovava di stanza a Kiev, da dove venne poi trasferito a Rivne. Non interferì con le questioni militari e gli venne invece affidato l'incarico di fare visite presso gli ospedali. Nel giro di pochi giorni, alla fine di agosto, 6 000 soldati feriti attraversarono Rovno; Nikolaj era inorridito da questa carneficina: «Ho visto tanta sofferenza, tanta abnegazione che il mio cuore si è fermato, soffocato dallo spettacolo orribile del dolore umano». Il servizio nell'esercito ebbe un grande impatto sul Granduca: «La sofferenza dei feriti mi strazia il cuore», scrisse. Visitava giornalmente gli ospedali e «le masse di feriti»; Ricoprì questa carica finché le sue visite ospedaliere si resero meno necessarie, nel 1915. In ogni caso questa esperienza lo lasciò amareggiato: «C'è ogni ragione per diventare socialisti dopo questi massacri», disse. Dopo la terribile sconfitta russa nella Prussia Orientale, nella battaglia di Tannenberg, Nikolaj Michajlovič scrisse profeticamente: «Con tutti i disastri militari russi nasce una gigantesca rivoluzione, che condurrà alla fine molte monarchie ed il trionfo del socialismo internazionale».
Durante la guerra le sue opinioni in materia bellica erano agli antipodi con quelle espresse da suo cugino, il granduca Nikolaj Nikolaevič, comandante in capo dell'esercito russo tra il 1914 ed il 1915. Nikolaj Michajlovič disprezzava il cugino fin dalla gioventù, quando erano rivali nelle loro carriere militari. Egli era un pacifista e contro la guerra in un periodo di patriottismo. Criticava le strategie e le tattiche del cugino, particolarmente il sacrificio della guarda imperiale e di larga parte dell'esercito regolare nella sfortunata avanzata in Prussia Orientale. Previde inoltre che la Russia non avrebbe vinto la guerra con riserve addestrate a metà e militari di leva.
Preoccupato da quello che stava succedendo nel governo russo, il Granduca inviò una lettera all'imperatore Nicola II pregandolo di privare la Zarina del potere ed un trattato di sedici pagine sulle malefatte del primo ministro Boris Vladimirovič Stürme. Scandalizzato dalle azioni del Governo, egli lo rimproverò pubblicamente per i suoi provvedimenti, finché, verso la fine del 1916, Nicola II perse la pazienda e confinò Nikolaj Michajlovič nelle sue tenute in campagna. Il Granduca non fece ritorno a San Pietroburgo (all'epoca ribattezzata Pietrogrado) finché non si liberò dall'esilio dopo la caduta della monarchia. Non aveva molta fiduca nel Governo Provvisorio Russo, ritenendo che niente di meno di un miracolo avrebbe potuto salvare la Russia. Dopo la rivoluzione d'ottobre egli venne inizialmente lasciato indisturbato dai bolscevichi; egli rimase così nella capitale pensando, come molti altri all'epoca, che i bolscevichi non avrebbero conservato a lungo il potere. Esitò a fuggire attraverso la Finlandia in Danimarca, dove sua nipote, Alessandrina di Meclemburgo-Schwerin, era regina; questo infine gli costò la vita. Nel gennaio 1918 i bolscevichi occuparono il suo palazzo; gli venne concesso di continuare a vivere nei suoi appartamenti privati, ma poco dopo ne venne espulso.

### Prigionia
Il mese seguente tutti i membri della famiglia Romanov che ancora vivevano a San Pietroburgo vennero obbligati a registrarsi alla temuta Čeka, la polizia segreta sovietica; fu poi deciso che sarebbero stati mandati al confino in Russia. Nikolaj Michajlovič fu inviato a Vologda, una città della Siberia Orientale. Il 30 marzo 1918 il Granduca partì su un treno per il suo destino assieme al suo cuoco personale ed al suo grande amico Brummer, il quale aveva insistito ad andare con lui nonostante le proteste di Nikolaj. Il giorno seguente giunsero a Vologda, dove il Nikolaj e Brummer vennero alloggiati in un bilocale assieme ad una giovane coppia.
Inizialmente ebbe il permesso di muoversi liberamente per la città; il fratello Georgij ed il cugino Dmitrij Konstantinovič si trovavano anch'essi a Vologda e quindi si facevano visita frequentemente. Visto che gli era permesso fare ciò che voleva purché non uscisse dai confini della città, il Granduca occupò il suo tempo leggendo.
La mattina del 14 luglio, due giorni prima dell'assassinio di Nicola II e della sua famiglia, un'auto con quattro uomini pesantemente armati arrivò e prelevò i granduchi dai loro alloggi. Vennero arrestati ed internati in un piccolo villaggio-prigione recintato dove potevano essere sorvegliati più facilmente. A Brummer non fu permesso accompagnarli.
La cella di Nikolaj Michajlovič era una grande stanza con finestre che davano sul cortile e aveva un letto da campo che si era portato con sé; il Granduca venne trattato bene dai suoi carcerieri. Il governo francese cercò di intercedere in suo favore in quanto membro dell'Accademia Francese; Brummer, il suo fidato assistente, cercò anch'esso di ottenere il rilascio del Granduca, ma poté solamente fargli visita in prigione. Il 20 luglio Brummer informò i prigionieri dell'uccisione di Nicola II, cosa che sembrava indicare il peggio. Il giorno seguente, il 21 luglio, tutti i granduchi esiliati a Vologda vennero ritrasferiti a Pietrogrado, dove vennero velocemente imprigionati insieme ad altri sei detenuti in una cella nel quartier generale della Čeka.
Al loro arrivo i granduchi vennero interrogati a lungo da Moisej Solomonovič Urickij, presidente della Čeka di Pietrogrado; i prigionieri vennero poi fotografati e successivamente trasferiti nel carcere Kresty. Poco dopo vennero trasportati al carcere Spalernaia, dove rimasero per la maggior parte del tempo della loro prigionia. Qui ognuno aveva una sua cella privata, anche se grande solamente 2,13 metri per 0,91; l'unico mobile era un duro letto di ferro. Ai granduchi venne permesso di fare esercizio fisico per mezz'ora o quarantacinque minuti al giorno, benché i contatti personali che erano stati loro concessi a Vologda vennero inizialmente negati. Le loro guardie, tutti soldati, li trattavano bene; dopo parecchi giorni fu permesso ai prigionieri di vedersi nel cortile e consentirono loro di ricevere dei rifornimenti di biancheria e sigarette dall'esterno. La loro giornata iniziava alle 7:00 del mattino quando venivano svegliati dai passi dei loro carcerieri nell'atrio e dal clangore delle chiavi nelle porte. Il pranzo veniva servito a mezzogiorno e consisteva di acqua calda e sporca con alcune lische di pesce e pane nero. Le luci nelle celle venivano spente la sera alle 19:00, benché, visto che l'inverno si stava avvicinando, i granduchi dovessero sedere nell'oscurità fino a quell'ora. Gli incontri durante il periodo di esercizio consentivano ai cugini di scambiare alcune parole.
Brummer, il fedele aiutante di Nikolaj Michajlovič, seguì il Granduca fino a Pietrogrado e lo visito alla prigione Spalernaia. La segreteria dell'ambasciata francese era preoccupata per il benessere di Nikolaj; alcuni dei famigliari dei granduchi fecero dei frenetici tentativi per ottenere il loro rilascio attraverso Maksim Gor'kij, il quale si mostrava amichevole e chiese a Lenin di lasciar liberi i Romanov. Gorky infine riuscì ad ottenere la firma di Lenin per la liberazione dei granduchi e corse di ritorno a Pietrogrado per scarcerarli. Sul binario trovò un quotidiano il cui titolo esclamava «Romanov fucilati!»; Brummer, il quale aveva sentito delle voci sul fatto che i granduchi erano stati condannati a morte, apprese il racconto della loro uccisione solo dopo anni. In esilio a Parigi, egli incontrò l'amministratore del Granduca che gli raccontò cosa era avvenuto.

### Morte
Alle 23:30 della notte tra il 27 ed il 28 gennaio 1919 le guardie svegliarono il granduca Nikolaj Michajlovič Romanov, suo fratello Georgij Michajlovič e suo cugino Dmitrij Konstantinovič nelle loro celle della prigione Spalernaia, dicendo loro che dovevano essere trasferiti e che dovevano impacchettare i loro effetti personali. I prigionieri ritenevano inizialmente che sarebbero stati trasportati fino a Mosca; Nikolaj pensò addirittura che sarebbero stati lasciati liberi, mentre suo fratello credeva che sarebbero stati trasportati da un'altra parte per venire fucilati. In generale avevano dei foschi presagi su ciò che stava accadendo loro, quando, al momento di partire, venne detto loro di non portare i bagagli.
I granduchi vennero portati all'esterno e caricati su un camion sul quale erano già presenti quattro criminali comuni e sei guardie rosse; alle 1:20 della mattina del 28 gennaio lasciarono la prigione. Viaggiarono verso il fiume, presso il Campo di Marte, dove il furgone si fermò; mentre il guidatore cercava di riavviarlo, uno dei detenuti cercò di fuggire, ma venne subito fucilato alla schiena. Il camion infine riuscì a ripartire e si diresse verso la Fortezza di San Pietro e San Paolo. I prigionieri vennero rudemente scortati fino al bastione Trubetskoy, venne loro ordinato di levarsi il cappotto e la camicia, benché fossero almeno venti grandi sotto zero. In quel momento avevano capito perfettamente cosa sarebbe accaduto ed i granduchi si abbracciarono per l'ultima volta.
Alcuni soldati apparvero con un'altra persona, che i granduchi riconobbero infine come un loro cugino, il granduca Pavel Aleksandrovič. Ognuno di essi venne scortato da due soldati al loro fianco fino ad una fossa scavata nel cortile. Quando passarono davanti alla Cattedrale dei Santi Pietro e Paolo, dove i loro antenati erano stati sepolti, i granduchi si fecero reciprocamente il segno della croce; vennero poi allineati davanti alla buca, nella quale c'erano già tredici corpi. Nikolaj Michajlovič, il quale si era portato il suo gatto, lo consegnò ad un soldato, chiedendogli di accudirlo per suo conto. Tutti i granduchi affrontarono la morte con coraggio. Georgij e Dmitrij pregarono; il granduca Pavel, che era molto malato, venne fucilato su una lettiga. Nikolaj, Georgij e Dmitrij vennero uccisi dalla stessa scarica, il cui colpo li fece rotolare nella fossa comune.
Nikolaj Michajlovič fu membro della Massoneria, Sovrano grande ispettore generale, 33° e massimo grado del Rito scozzese antico ed accettato.

## Ascendenza
|                                     |                         |                                                          | Genitori                                   |  |  | Nonni |  |  | Bisnonni          |  |  | Trisnonni            |  |
|                                     |                         |                                                          |                                            |  |  |       |  |  | Paolo I di Russia |  |  | Pietro III di Russia |  |
|                                     |                         |                                                          |                                            |  |  |       |  |  | Paolo I di Russia |  |  | Pietro III di Russia |  |
|                                     |                         | Principessa Sofia di Anhalt-Zerbst Caterina II di Russia |                                            |  |  |       |  |  | Paolo I di Russia |  |  |                      |  |
| Nicola I di Russia                  |                         |                                                          |                                            |  |  |       |  |  | Paolo I di Russia |  |  |                      |  |
|                                     |                         | Sofia Dorotea di Württemberg                             | Federico II Eugenio, Duca di Württemberg   |  |  |       |  |  |                   |  |  |                      |  |
|                                     |                         | Sofia Dorotea di Württemberg                             | Federico II Eugenio, Duca di Württemberg   |  |  |       |  |  |                   |  |  |                      |  |
|                                     |                         | Sofia Dorotea di Württemberg                             | Federica Dorotea di Brandeburgo-Schwedt    |  |  |       |  |  |                   |  |  |                      |  |
| Granduca Michail Nikolaevič Romanov |                         | Sofia Dorotea di Württemberg                             |                                            |  |  |       |  |  |                   |  |  |                      |  |
|                                     |                         | Federico Guglielmo III di Prussia                        | Federico Guglielmo II di Prussia           |  |  |       |  |  |                   |  |  |                      |  |
|                                     |                         | Federico Guglielmo III di Prussia                        | Federico Guglielmo II di Prussia           |  |  |       |  |  |                   |  |  |                      |  |
|                                     |                         | Federico Guglielmo III di Prussia                        | Federica Luisa d'Assia-Darmstadt           |  |  |       |  |  |                   |  |  |                      |  |
| Carlotta di Prussia                 |                         | Federico Guglielmo III di Prussia                        |                                            |  |  |       |  |  |                   |  |  |                      |  |
|                                     |                         | Duchessa Luisa di Meclemburgo-Strelitz                   | Carlo II, Granduca di Meclemburgo-Strelitz |  |  |       |  |  |                   |  |  |                      |  |
|                                     |                         | Duchessa Luisa di Meclemburgo-Strelitz                   | Carlo II, Granduca di Meclemburgo-Strelitz |  |  |       |  |  |                   |  |  |                      |  |
|                                     |                         | Duchessa Luisa di Meclemburgo-Strelitz                   | Principessa Federica d'Assia-Darmstadt     |  |  |       |  |  |                   |  |  |                      |  |
| Nikolaj Michajlovič Romanov         |                         | Duchessa Luisa di Meclemburgo-Strelitz                   |                                            |  |  |       |  |  |                   |  |  |                      |  |
|                                     | Carlo Federico di Baden | Federico di Baden-Durlach                                |                                            |  |  |       |  |  |                   |  |  |                      |  |
|                                     | Carlo Federico di Baden | Federico di Baden-Durlach                                |                                            |  |  |       |  |  |                   |  |  |                      |  |
|                                     | Carlo Federico di Baden | Amalia di Nassau-Dietz                                   |                                            |  |  |       |  |  |                   |  |  |                      |  |
| Leopoldo di Baden                   | Carlo Federico di Baden |                                                          |                                            |  |  |       |  |  |                   |  |  |                      |  |
|                                     |                         | Luisa Carolina di Hochberg                               | Luigi Enrico Filippo Geyer di Geyersberg   |  |  |       |  |  |                   |  |  |                      |  |
|                                     |                         | Luisa Carolina di Hochberg                               | Luigi Enrico Filippo Geyer di Geyersberg   |  |  |       |  |  |                   |  |  |                      |  |
|                                     |                         | Luisa Carolina di Hochberg                               | Massimiliana Cristiana di Sponeck          |  |  |       |  |  |                   |  |  |                      |  |
| Cecilia di Baden                    |                         | Luisa Carolina di Hochberg                               |                                            |  |  |       |  |  |                   |  |  |                      |  |
|                                     |                         | Gustavo IV Adolfo di Svezia                              | Gustavo III di Svezia                      |  |  |       |  |  |                   |  |  |                      |  |
|                                     |                         | Gustavo IV Adolfo di Svezia                              | Gustavo III di Svezia                      |  |  |       |  |  |                   |  |  |                      |  |
|                                     |                         | Gustavo IV Adolfo di Svezia                              | Sofia Maddalena di Danimarca               |  |  |       |  |  |                   |  |  |                      |  |
| Sofia Guglielmina di Svezia         |                         | Gustavo IV Adolfo di Svezia                              |                                            |  |  |       |  |  |                   |  |  |                      |  |
|                                     |                         | Federica di Baden                                        | Carlo Luigi di Baden                       |  |  |       |  |  |                   |  |  |                      |  |
|                                     |                         | Federica di Baden                                        | Carlo Luigi di Baden                       |  |  |       |  |  |                   |  |  |                      |  |
|                                     |                         | Federica di Baden                                        | Amalia d'Assia-Darmstadt                   |  |  |       |  |  |                   |  |  |                      |  |
|                                     |                         | Federica di Baden                                        |                                            |  |  |       |  |  |                   |  |  |                      |  |